# I. općinska nogometna liga Slavonski Brod 1988./89.
I. općinska nogometna liga Slavonski Brod za sezonu 1988./89. je bila liga šestog stupnja nogometnog prvenstva Jugoslavije. 
 
Sudjelovalo je 14 klubova, a prvak je bio "VSK" iz Donje Vrbe. 

## Ljestvica
| mj. | klub                       | ut. | pob. | ner.  | por. | gol+ | gol- | bod |
| --- | -------------------------- | --- | ---- | ----- | ---- | ---- | ---- | --- |
| 1.  | VSK Donja Vrba             | 26  | 18   | 2 (0) | 6    | 39   | 21   | 36  |
| 2.  | Sloga Gundinci             | 26  | 15   | 7 (4) | 4    | 55   | 29   | 34  |
| 3.  | Omladinac Tomica           | 26  | 11   | 8 (3) | 7    | 45   | 33   | 25  |
| 4.  | Graničar Stupnički Kuti    | 26  | 12   | 2 (0) | 12   | 48   | 49   | 24  |
| 5.  | Posavina Velika Kopanica   | 26  | 11   | 5 (1) | 10   | 39   | 37   | 23  |
| 6.  | Borac Sikirevci            | 26  | 10   | 8 (3) | 8    | 46   | 45   | 23  |
| 7.  | Posavac Ruščica            | 26  | 8    | 8 (6) | 10   | 38   | 32   | 22  |
| 8.  | Mladost Sibinj             | 26  | 10   | 6 (2) | 10   | 37   | 50   | 22  |
| 9.  | Dubrava Zadubravlje        | 26  | 7    | 7 (7) | 12   | 46   | 53   | 21  |
| 10. | Omladinac Gornja Vrba      | 26  | 9    | 4 (2) | 13   | 46   | 53   | 20  |
| 11. | Budainka Slavonski Brod    | 26  | 9    | 5 (2) | 12   | 30   | 44   | 20  |
| 12. | Borac Podvinje             | 26  | 8    | 7 (3) | 11   | 35   | 43   | 19  |
| 13. | Gardun Garčin              | 26  | 7    | 9 (5) | 10   | 42   | 36   | 19  |
| 14. | Budućnost Donji Andrijevci | 26  | 7    | 5 (2) | 14   | 32   | 48   | 16  |

- U slučaju neriješenog rezultata se izvodilo raspucavanje jedanaesterca te bi pobjednik dobio 1 bod, a poraženi u raspucavanju bi ostao bez bodova

## Rezultatska križaljka
| kratica | klub                       | BORP | BORS | BUDA | BUDU | DUB | GAR | GRA | MLA | OMLGV | OMLT | POSA | POSI | SLO | VSK |
| --- | -------------------------- | ---- | ---- | ---- | ---- | --- | --- | --- | --- | ----- | ---- | ---- | ---- | --- | --- |
| BORP | Borac Podvinje             |      |      |      |      |     |     |     |     |       |      |      |      |     |     |
| BORS | Borac Sikirevci            |      |      |      |      |     |     |     |     |       |      |      |      |     |     |
| BUDA | Budainka Slavonski Brod    |      |      |      |      |     |     |     |     |       |      |      |      |     |     |
| BUDU | Budućnost Donji Andrijevci |      |      |      |      |     |     |     |     |       |      |      |      |     |     |
| DUB | Dubrava Zadubravlje        |      |      |      |      |     |     |     |     |       |      |      |      |     |     |
| GAR | Gardun Garčin              |      |      |      |      |     |     |     |     |       |      |      |      |     |     |
| GRA | Graničar Stupnički Kuti    |      |      |      |      |     |     |     |     |       |      |      |      |     |     |
| MLA | Mladost Sibinj             |      |      |      |      |     |     |     |     |       |      |      |      |     |     |
| OMLGV | Omladinac Gornja Vrba      |      |      |      |      |     |     |     |     |       |      |      |      |     |     |
| OMLT | Omladinac Tomica           |      |      |      |      |     |     |     |     |       |      |      |      |     |     |
| POSA | Posavac Ruščica            |      |      |      |      |     |     |     |     |       |      |      |      |     |     |
| POSI | Posavina Velika Kopanica   |      |      |      |      |     |     |     |     |       |      |      |      |     |     |
| SLO | Sloga Gundinci             |      |      |      |      |     |     |     |     |       |      |      |      |     |     |
| VSK | VSK Donja Vrba             |      |      |      |      |     |     |     |     |       |      |      |      |     |     |
| |                            |      |      |      |      |     |     |     |     |       |      |      |      |     |     |
| podebljan rezultat - utakmice od 1. do 13. kola (1. utakmica između klubova) rezultat normalne debljine - utakmice od 14. do 26. kola (2. utakmica između klubova) rezultat nakošen - nije vidljiv redoslijed odigravanja međusobnih utakmica iz dostupnih izvora rezultat smanjen * - iz dostupnih izvora nije uočljiv domaćin susreta prekrižen rezultat - poništena ili brisana utakmica p - utakmica prekinuta 3:0 p.f. / 0:3 p.f. - rezultat 3:0 bez borbe (_:_ 11 m) - rezultat u raspucavanju jedanaesteraca u slučaju neriješenog rezultata |                            |      |      |      |      |     |     |     |     |       |      |      |      |     |     |

 Izvori: 